# David Barral
David Barral Torres est un footballeur espagnol né le 10 mai 1983 à San Fernando, qui évolue au poste d'attaquant à l'Internacional de Madrid.

## Biographie
David Barral évolue notamment en Espagne, en Turquie, aux Émirats arabes unis, et à Chypre. Il joue notamment pendant six saisons avec le Sporting de Gijón.
Il dispute 221 matchs en première division espagnole, inscrivant 46 buts. Il réalise sa meilleure performance dans l'élite espagnole lors de la saison 2014-2015, où il marque 11 buts.
Lors de la saison 2016-2017, il joue trois matchs en Ligue Europa avec l'APOEL Nicosie.
Le 15 janvier 2021, il devient le tout premier footballeur acheté grâce aux crypto-monnaies en rejoignant l'Internacional de Madrid (DUX Internacional de Madrid), club de troisième division espagnole.

## Palmarès
APOEL Nicosie
- Champion de Chypre en 2017.